# Tunel Pohůrka
Tunel Pohůrka je dálniční tunel na dálnici D3 na obchvatu Českých Budějovic, vedený mezerou v intravilánu mezi českobudějovickou čtvrtí Suché Vrbné a obcemi Dobrá Voda u Českých Budějovic a Srubec, respektive srubeckou částí Stará Pohůrka. Téměř celý tunel se nachází v katastrálním území České Budějovice 5, jižní portál je umístěn na katastru Srubce. Hloubený tunel délky 999,5 m se skládá ze dvou tubusů, ve kterých je vozovka kategorijní šířky 2× T 11,75 m. Tunel podchází silnici na Dobrou Vodu, Dobrovodský potok, dvě místní komunikace a silnici II/157. Zprovozněn byl 21. prosince 2024.

## Stavba

### Princip
Jedná se o přesypaný objekt, na zpětný zához bylo použito půl milionu m³ zeminy. Vzhledem ke geologickým podmínkám a vysoké hladině podzemní vody měly být nejprve vybudovány podzemní stěny (milánské stěny) a stropní deska a teprve poté hlouben vlastní tunel. Stavba byla zahájena v dubnu 2019 sdružením firem Hochtief, Colas a M-Silnice, které vyhrálo výběrové řízení. V červnu 2020 bylo rozhodnuto o změně technologie výstavby, zprovoznění se přesunulo z roku 2022 na rok 2023.

### Další vývoj
V lednu 2021 byly zveřejněny další informace o potížích způsobených podzemní vodou, kvůli kterým se částka potřebná na stavbu navýší o 200 milionů korun, a o dalším posunu plánovaného dokončení obchvatu města, které se mělo uskutečnit až v roce 2024 nebo 2025.
Dne 2. srpna 2023 oznámil ministr dopravy Martin Kupka, že by úsek s tunelem mohl být zprovozněn o něco dříve než v předpokládaném termínu na konci roku 2024. V dubnu 2024 byla dokončena betonáž, předpoklad zprovoznění byl v té době do konce roku 2024. Začátkem září 2024 byla část rozestavěné dálnice s pravou tunelovou troubou na jeden den zpřístupněna veřejnosti. Tunel byl uveden do provozu spolu s navazujícími úseky dálnice Úsilné – Kaplice-nádraží 21. prosince 2024.

## Portály

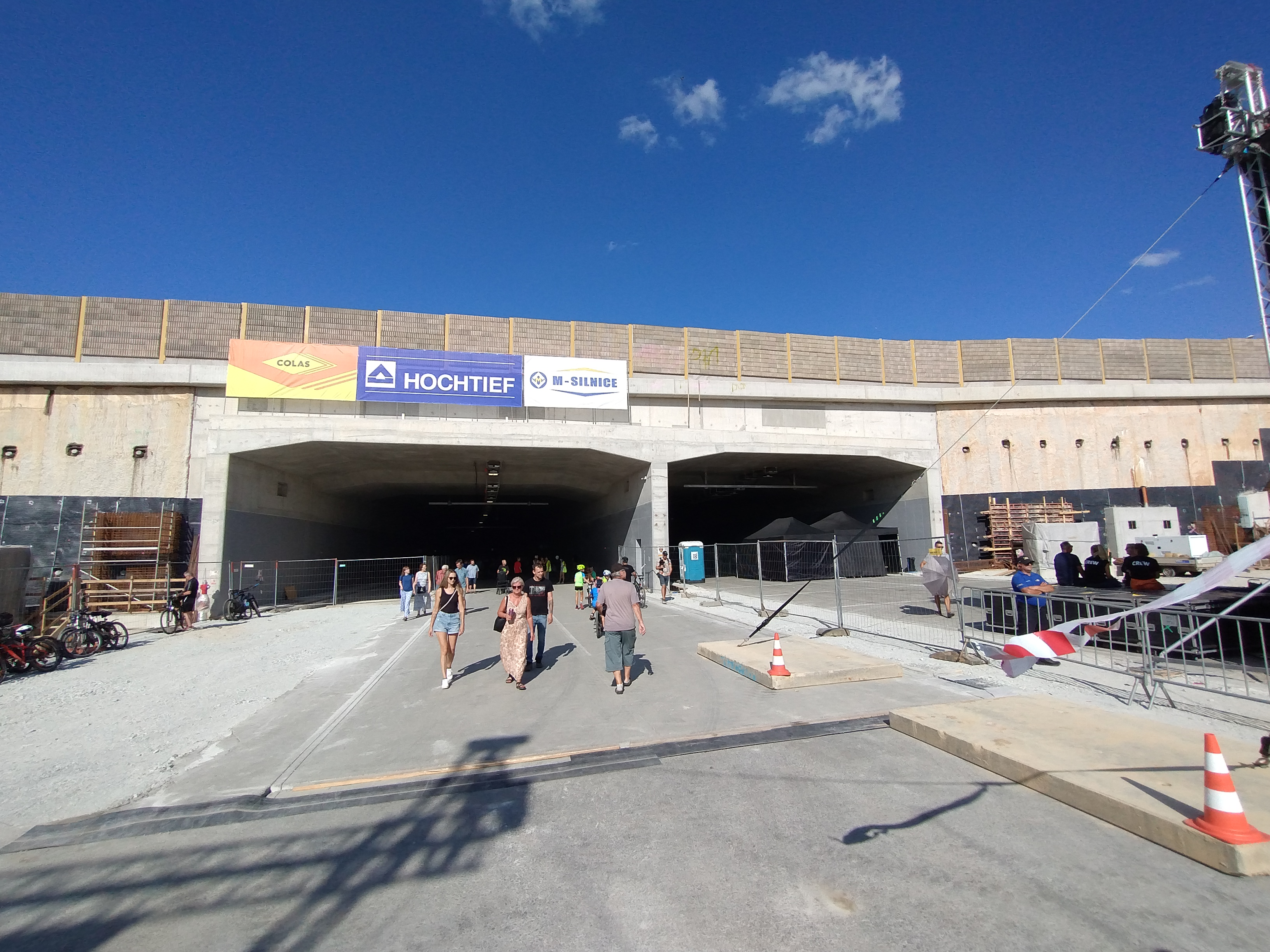
Kaplický portál tunelu s logy zhotovitelů

U severního, pražského, portálu je umístěn provozně technický objekt. Bezprostředně u jižního portálu se nachází exit České Budějovice-východ, jeden z odbočovacích pruhů zasahuje až do tunelu. U obou portálů jsou umístěny plochy pro zásah záchranných složek a podzemní požární nádrže.